# Viaderiana
Viaderiana is een geslacht van kreeftachtigen uit de klasse van de Malacostraca (hogere kreeftachtigen).

## Soorten
- Viaderiana affinis (Tesch, 1918)
- Viaderiana aranea (Tesch, 1918)
- Viaderiana beaumonti (Alcock, 1900)
- Viaderiana demani (Ng & L. W. H. Tan, 1984)
- Viaderiana incerta (Takeda & Miyake, 1969)
- Viaderiana kasei Takeda & Manuel, 2003
- Viaderiana meseda Türkay, 1986
- Viaderiana nandongensis (Chen, 1998)
- Viaderiana nanshensis (Dai, Cai & Yang, 1994)
- Viaderiana quadrispinosa (Zehntner, 1894)
- Viaderiana rotumanus (Borradaile, 1900)
- Viaderiana sentus Ng, Dai & Yang, 1997
- Viaderiana striata (de Man, 1888)
- Viaderiana typica Ward, 1942
- Viaderiana woodmasoni (Deb, 1987)
- Viaderiana xishaensis (Song, 1987)